# Успенская колокольня (Коломна)
Соборная колокольня — отдельно стоящая колокольня коломенского Успенского собора в северо-западной части Соборной площади Коломенского Кремля. Находится около храма Тихвинской иконы Божией Матери. Колокольня играет значительную роль в формировании архитектурного ансамбля площади. Построена в 1692 году.

## История
Шатровая Успенская колокольня была построена в 1692 году. По утверждению коломенского краеведа Рощиной Н. А., она находится на стенах церкви Николы Зарайского.  
В 1929 году, когда в результате кампании большевиков по борьбе с религией Успенский собор был разорён, с колокольни сбросили колокола. В 1962 году под руководством Е. Р. Куницкой колокольня была отреставрирована. В 1990 году колокольню отреставрировали вновь, а в декабре того же года на неё повесили 8 новых колоколов.

## Архитектурные особенности
Колокольня, «композиционно связанная с традицией XVII века, отличается от аналогичных сооружений необычайно крупным размером. Массивный куб основания колокольни несёт широкий восьмерик звона, увенчанный шатром с тремя рядами „слухов“. Четверик, делившийся настилами на два яруса, перекрыт восьмичастным сводом на ступенчатых тромбах. В центре его находится полый цилиндр с винтовой лестницей, ведущей к колоколам. Скупая суховатая разработка фасадов с помощью парных полуколонн, ширинок и карнизов с поребриком выявляет превалирующее значение архитектурных масс этого незаурядного сооружения».